# Say Sue Me
Say Sue Me (en hangul, 세이수미) es una banda de indie rock de Busan, Corea del Sur, cuyos miembros actuales son Choi Su-mi, Kim Byung-gyu y Kim Chang-won.
El grupo se formó en 2012 y publicó tres álbumes: We've Sobered Up (2014), Where We Were Together (2018) y The Last Thing Left (2022); y cinco extended plays: Big Summer Night (2015), Semin (2017), It's Just a Short Walk! (2018) y Christmas, It's Not a Biggie (2018), 10 (2022).
En 2019, obtuvieron los premios a "Mejor álbum de rock moderno" y "mejor canción de rock moderno" en los Korean Music Awards.

## Historia
Byung-kyu (guitarra), Jae-young (bajo), y Se-min (batería), quienes eran amigos de la infancia, conocieron a Su-mi (vocalista) en una tienda de té en el barrio Nampo-dong de Busan en 2012. Los tres quedaron impresionados con el talento de Su-mi e inmediatamente le ofrecieron un lugar como vocalista en su banda, que se convertiría en Say Sue Me.
Say Sue Me lanzó su primer álbum, We've Sobered Up, en 2014, seguidos por su primer EP, Big Summer Night, en 2015. Los álbumes alcanzaron los puestos 64 y 79, respectivamente, en la Gaon Album Chart.
En 2016, el baterista Se-min sufrió un accidente de tránsito y entró en un estado de coma. La banda estuvo inactiva durante dos años pero se reagruparon en 2017 para publicar el EP Semin, nombrado así por su baterista, para poder juntar fondos para pagar las deudas médicas de este. La banda incorporó un nuevo baterista, Kim Chang-won, para reemplazar temporalmente a Se-min y poder publicar el EP. Ese mismo año, lanzaron una compilación en el Reino Unido llamada Say Sue Me.
En 2018, la banda publicó su segundo álbum Where We Were Together, y una semana después el EP It's Just a Short Walk!, que incluye covers de canciones de Blondie, los Ramones, The Velvet Underground y The Beach Boys. Ese mismo año, la banda realizó su primer concierto en South by Southwest, lo que se convirtió en su primera presentación en los Estados Unidos. También realizaron un tour en Europa y Reino Unido. A fin de año, lanzaron un EP temático navideño llamado Christmas, It's Not a Biggie.
Say Sue Me estuvo nominada en cinco categorías en los Korean Music Awards, incluido artista del año, canción del año y álbum del año. En la ceremonia de dichos premios en febrero de 2019, obtuvieron los premios de mejor álbum de rock moderno por Where We Were Together y mejor canción de rock moderno por "Old Town". Al mes siguiente, la banda volvió a participar en South by Southwest.
El 12 de octubre de 2019, Kang Se-min, el baterista original, falleció como consecuencia del accidente sufrido en 2016.
El 10 de agosto de 2020, la banda anunció en su cuenta de Instagram que el bajista Ha Jae-young abandonó el grupo.
En agosto de 2021 la banda publicó la canción So Tender como parte de la banda sonora de la serie de televisión Aun así. Al poco tiempo publicaron So Tender, hecha para otra serie de televisión coreana, Yumi's Cells.
El 13 de mayo de 2022 se publicó el tercer álbum de la banda, The Last Thing Left. El 10 de octubre del mismo año se publicó el EP 10, en conmemoración de los diez años de la formación de la banda, con covers de Yo La Tengo, Pavement, Daniel Johnston, Silver Jews, Grandaddy y Guided by Voices, junto a dos reversiones de canciones originales de la banda.

## Estilo
El estilo musical de Say Sue Me ha sido calificado como música surf o "surfgaze". La banda ha dicho que la música surf no fue intencional, pero que fue probablemente influenciada por la cercanía de su lugar de ensayos a la playa de Busan.
Choi canta tanto en inglés como en coreano, pero ha confesado que encuentra más difícil cantar en coreano porque se siente "expuesta".

## Miembros
- Choi Su-mi - voz (2012–presente)
- Kim Byung-kyu - guitarra (2012–presente)
- Ha Jae-young - bajo (2012–2020)
- Kim Chang-won - batería (2016–presente)
- Kang Se-min - batería (2012–2016)
- Jaeyoung Kim - bajo (2020-presente)

Fuente:

## Discografía

### Álbumes de estudio
| Título                                       | Detalles del álbum                                                                                     | Posición máxima en el chart |
| Título                                       | Detalles del álbum                                                                                     | KOR                         |
| -------------------------------------------- | --- | --------------------------- |
| We've Sobered Up                             | - Publicado: 2 de octubre de 2014 - Sello: Electric Muse, Damnably - Formato: LP, CD, descarga digital | 64                          |
| Where We Were Together                       | - Publicado: 13 de abril de 2018 - Sello: Electric Muse, Damnably - Formato: LP, CD, digital download  | —                           |
| The Last Thing Left                          | - Publicado: 13 de mayo de 2022 - Sello: Electric Muse, Damnably - Formato: LP, CD, digital download   | —                           |
| "—" indica que no formó parte de los charts. | |                             |

### Extended plays
| Título                                       | Detalles del álbum                                                                                        | Posición máxima en el chart |
| Título                                       | Detalles del álbum                                                                                        | KOR                         |
| -------------------------------------------- | --- | --------------------------- |
| Big Summer Night                             | - Publicado: 7 de julio de 2015 - Sello: Electric Muse, Damnably - Formato: EP, CD, descarga digital      | 79                          |
| Semin                                        | - Publicado: 22 de abril de 2017 - Sello: Damnably - Formato: EP, descarga digital                        | —                           |
| It's Just a Short Walk!                      | - Publicado: 21 de abril de 2018 - Sello: Damnably - Formato: EP, descarga digital                        | —                           |
| Christmas, It's Not a Biggie                 | - Publicado: 7 de diciembre de 2018 - Sello: Electric Muse, Damnably - Formato: EP, CD, descarga digital. | —                           |
| "—" indica que no formó parte de los charts. | |                             |

### Álbumes compilatorios
| Título                                       | Detalles del álbum                                                                 | Posición máxima en el chart |
| Título                                       | Detalles del álbum                                                                 | KOR                         |
| -------------------------------------------- | ---------------------------------------------------------------------------------- | --------------------------- |
| Say Sue Me                                   | - Publicado: 28 de abril de 2017 - Sello: Damnably - Formato: CD, descarga digital | —                           |
| "—" indica que no formó parte de los charts. |                                                                                    |                             |

## Premios y nominaciones
| Año  | Premio              | Categoría                     | Trabajo nominado       | Resultado | Ref.  |
| ---- | ------------------- | ----------------------------- | ---------------------- | --------- | ----- |
| 2019 | Korean Music Awards | Álbum del año                 | Where We Were Together | Nominado  | [ 7 ] |
| 2019 | Korean Music Awards | Mejor álbum de Rock Moderno   | Where We Were Together | Ganador   | [ 7 ] |
| 2019 | Korean Music Awards | Artista del año               | Say Sue Me             | Nominado  | [ 7 ] |
| 2019 | Korean Music Awards | Canción del año               | "Old Town"             | Nominado  | [ 7 ] |
| 2019 | Korean Music Awards | Mejor Canción de Rock Moderna | "Old Town"             | Ganador   | [ 7 ] |